# Maison d'Olivier Jullian
La maison d’Olivier Jullian est une habitation d’art brut, dans le quartier de La Placette à Nîmes en France. Elle appartient à Olivier Jullian, né le 27 février 1949 à Lyon, artiste français autodidacte.

## Une «maison-stock»
Sa maison correspond en fait à tout un îlot avec trois façades principales, contenant sept appartements et un local commercial, dont sa famille est propriétaire, à l’angle des rues du Bec-de-Lièvre, Benoît Malon et Hôtel-Dieu à Nîmes. Depuis 1990, il en décore les murs extérieurs, avec des morceaux de carrelage et divers objets récupérés,,,, à l'origine à partir de tuiles usagées du toit de la maison,.

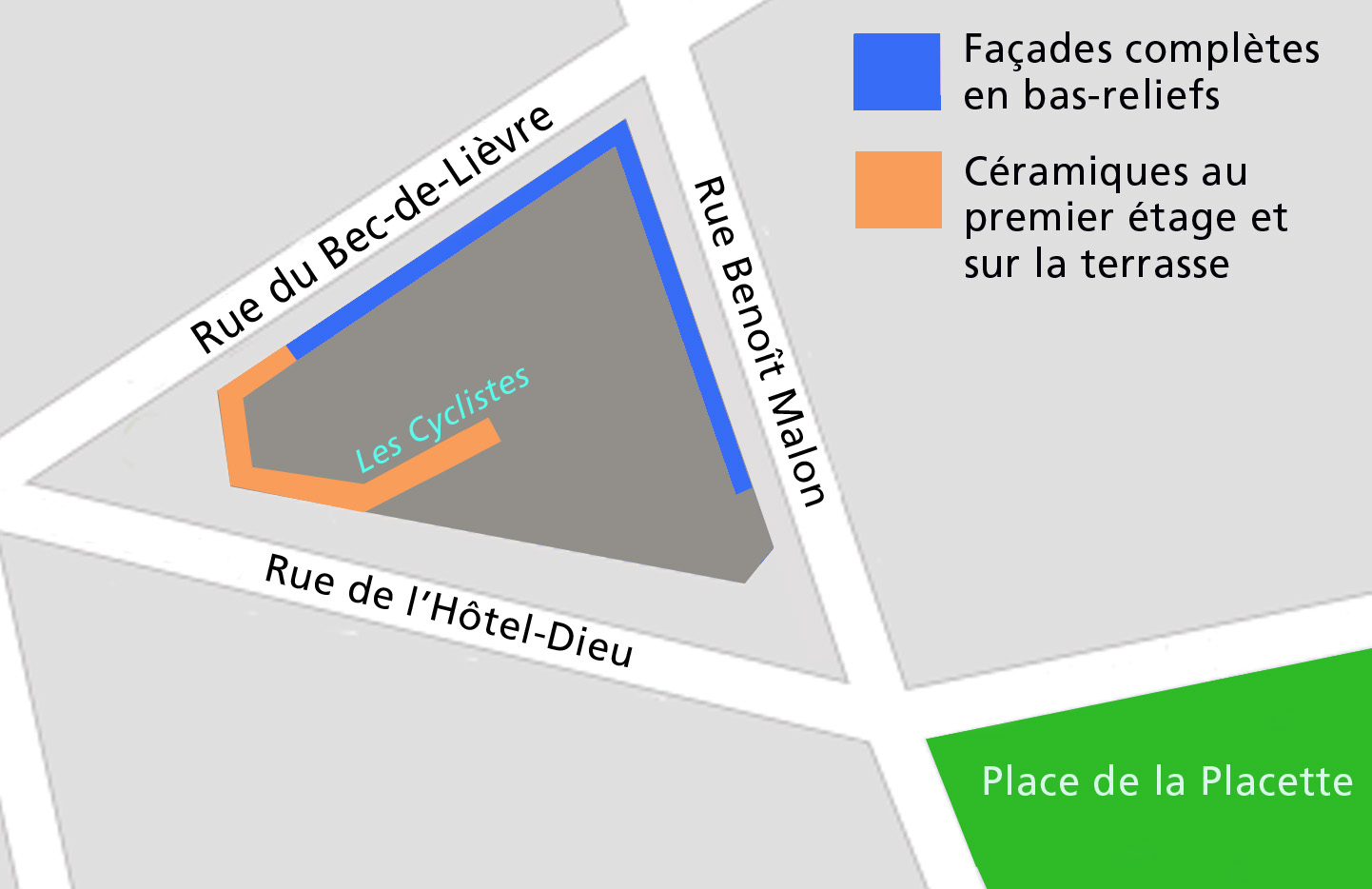
Plan de la maison d’Olivier Jullian

Sa maison est devenue une « maison-stock », où sont progressivement ajoutés aux façades des milliers de débris de vaisselle et d'objets, apportés par les habitants du quartier ou par son propriétaire de son autre maison à la campagne.
Ses murs comportent des inscriptions et des dessins et surtout sont incrustés de toutes sortes d'objets et de fragments issus de constructions, comme des tuiles, des briques, des mosaïques, ou des morceaux de vélo, de vaisselle, de bois et de pierres,.

## Esthétique et politique
Le travail d'Olivier Jullian n'est pas seulement esthétique mais revendique une portée politique de lutte contre l’économie productiviste en mettant en valeur l'utilité d'objets considérés comme des rebuts, alors que l'îlot abrite une supérette. Tout en cherchant à évoquer artistiquement Émile ou De l'éducation , de Jean-Jacques Rousseau, Olivier Jullian revendique la dimension écologique de sa démarche.
Les enchevêtrements d'objets sur les façades sont le résultat de hasards et de contingences qui aboutissent à une forme de croissance naturelle, non entièrement planifiée, du décor. Son fil conducteur et point de départ est la toile tissée par Pénélope, d'où surgissent des entrelacs qui enserrent l'ensemble de l'îlot,.

Maison d'Olivier Jullian à Nîmes
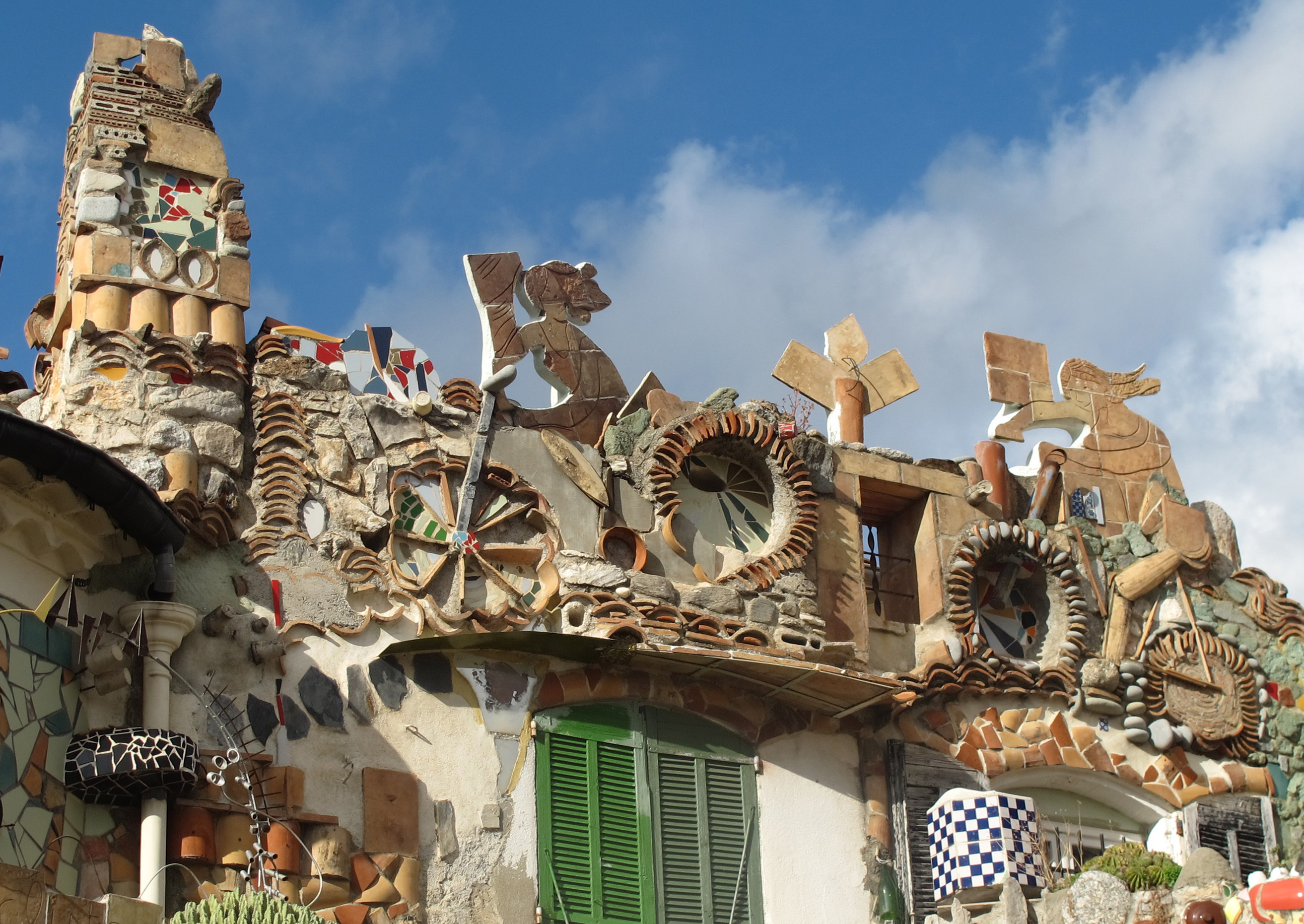
Les Cyclistes, premières sculptures sur la terrasse de la rue de l’Hôtel Dieu (1997).
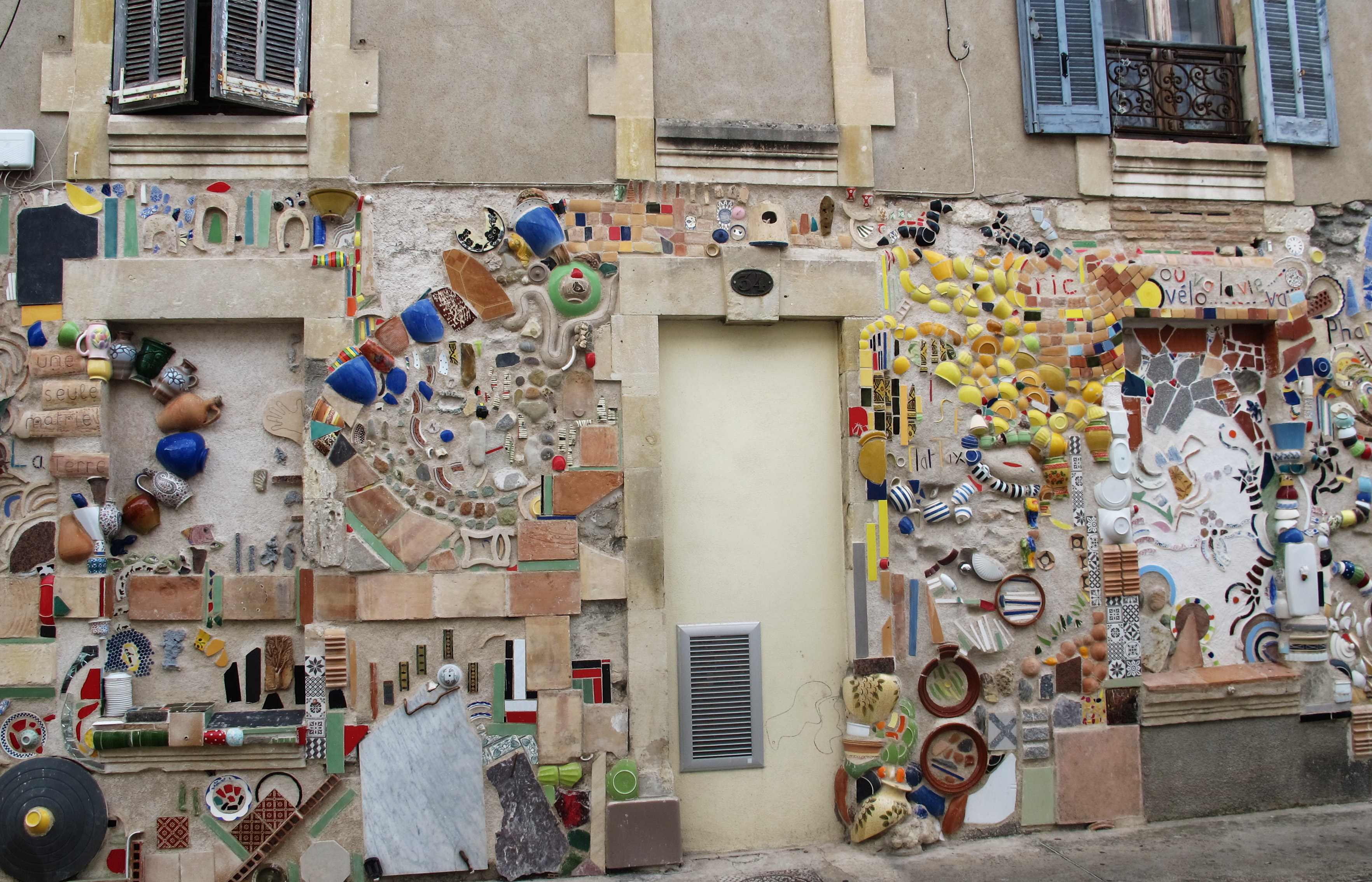
Façade rue Benoît Malon
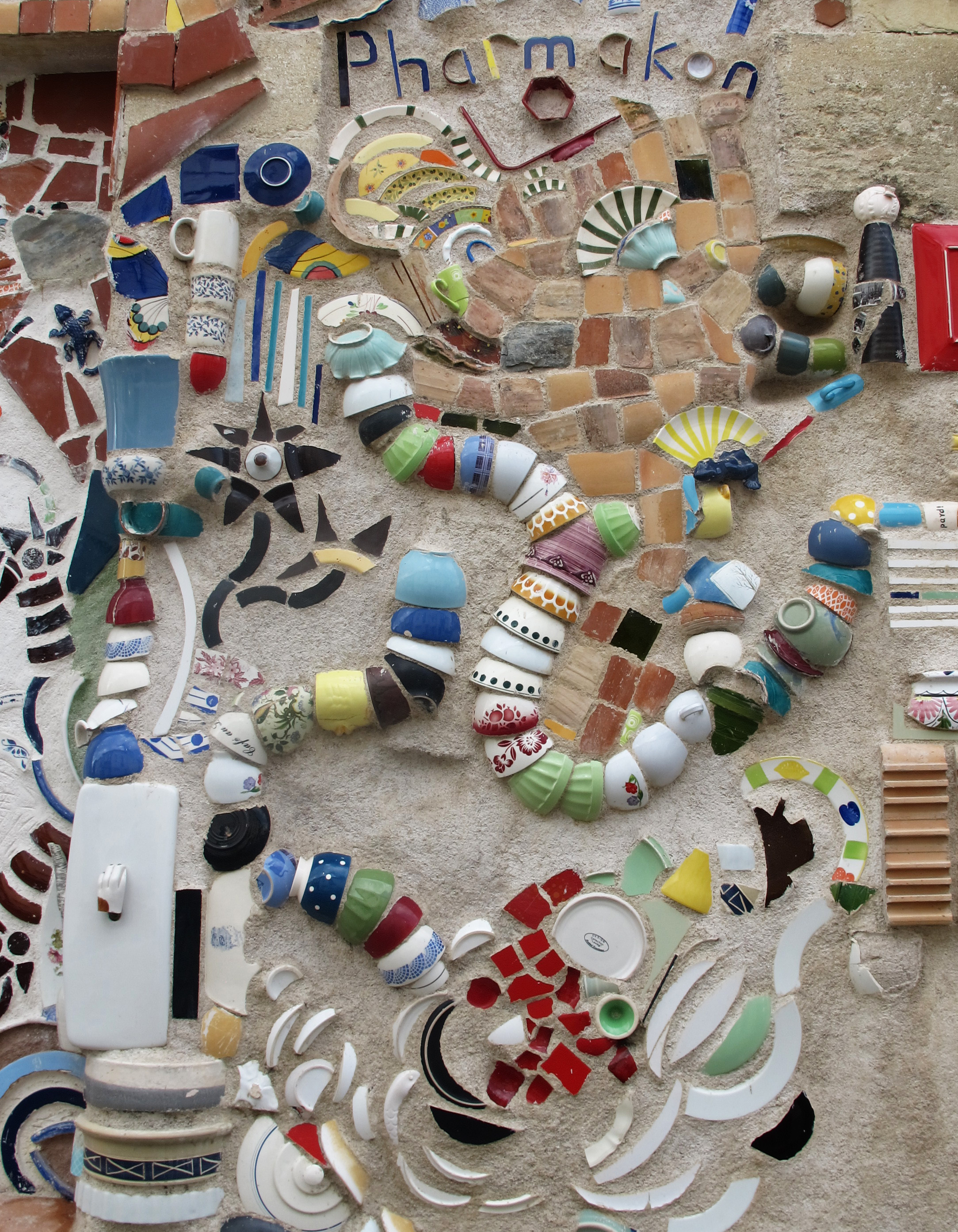
Détail d'un mur, rue Benoît Malon.
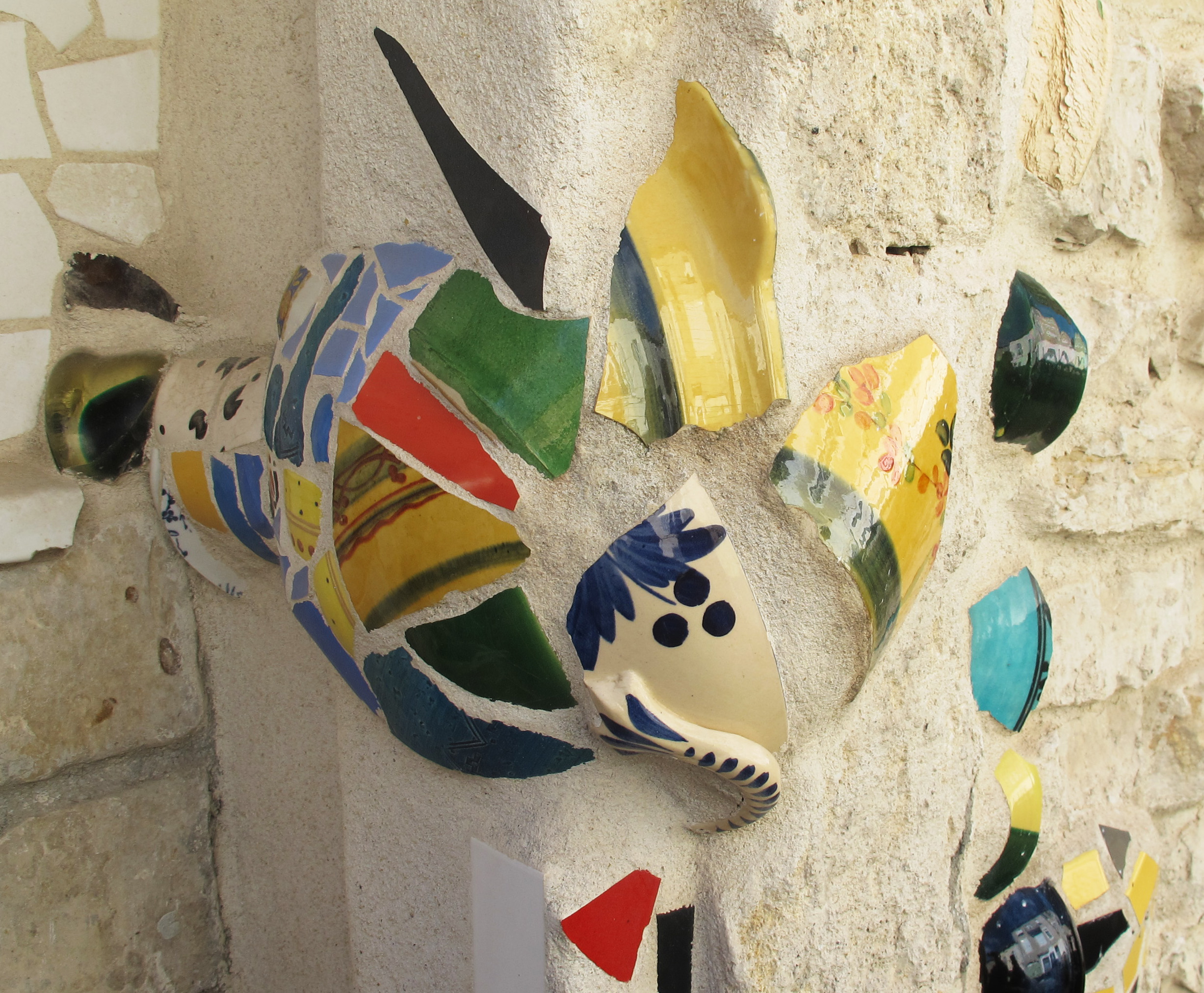
Détail d'un mur figurant un crustacé, rue du Bec-de-Lièvre
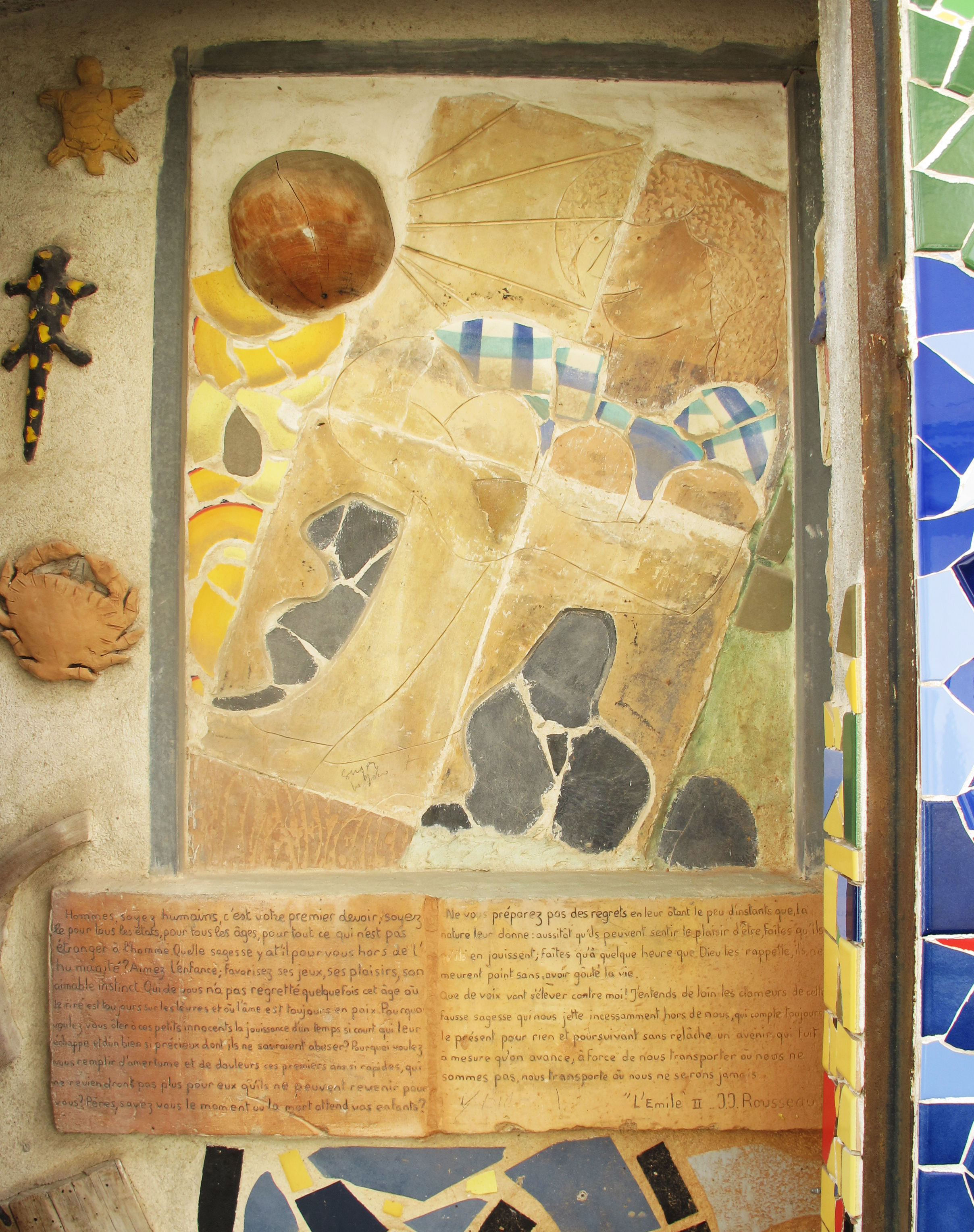
Extrait de Émile ou De l'éducation, de Jean-Jacques Rousseau, gravé sur un mur rue du Bec-de-Lièvre

## Réception

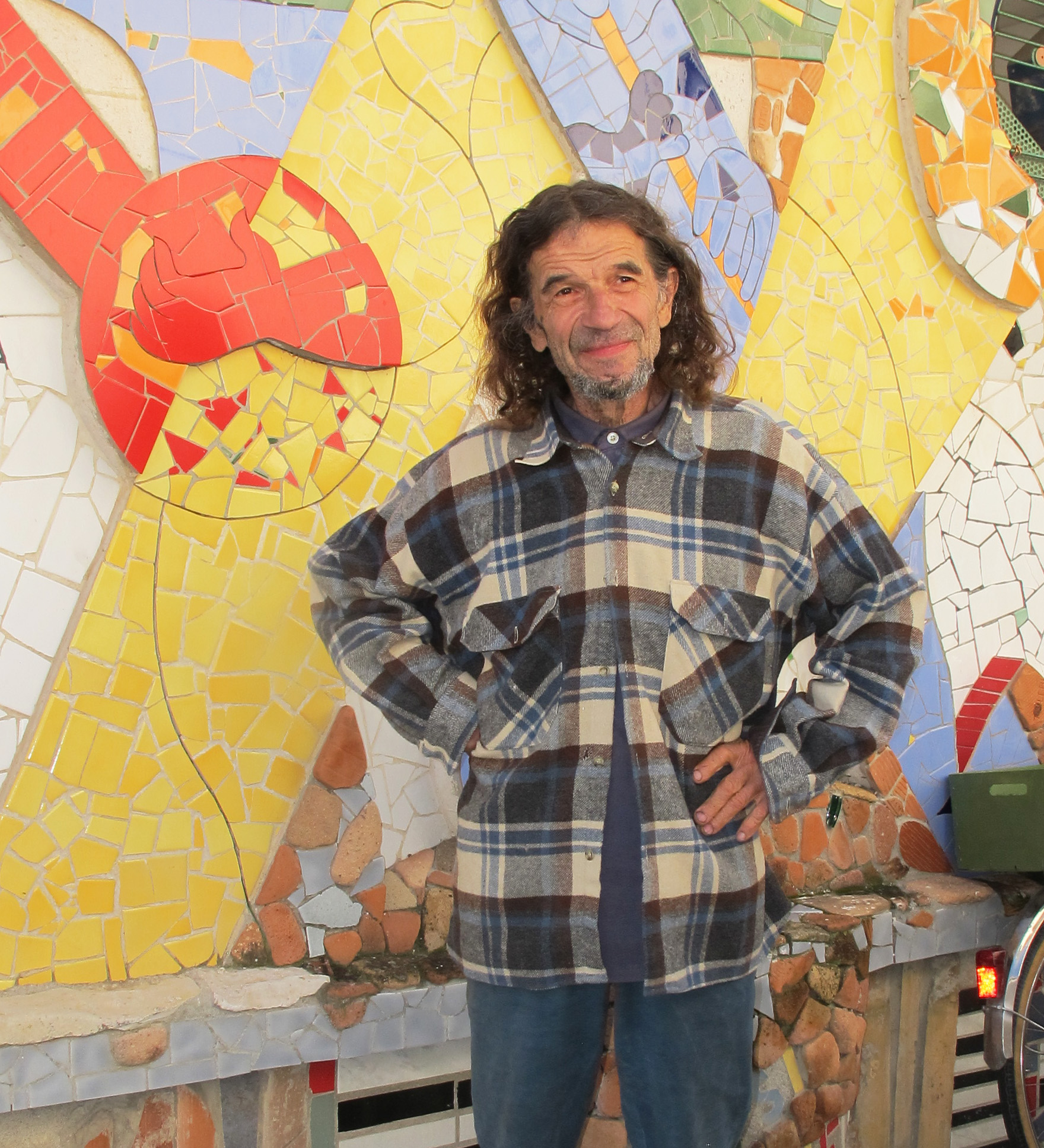
Olivier Jullian en 2022.

La démarche d'Olivier Jullian est bien accueillie dans son quartier, qu'elle met en avant, attirant des touristes,. Olivier Jullian est parfois surnommé « Le facteur Cheval de La Placette ». Sa maison est mise en valeur dans différentes publications,,,, tandis que l’esprit de ce décor inspire d’autres projets semblables dans le quartier.
Son œuvre est enregistrée et protégée par la Direction régionale des Affaires culturelles (DRAC) de Montpellier.